# Aloe bicomitum
Aloe bicomitum är en grästrädsväxtart som beskrevs av Leslie Larry Charles Leach. Aloe bicomitum ingår i släktet Aloe och familjen grästrädsväxter. Inga underarter finns listade i Catalogue of Life.